# Dietrich Carl von Carlowitz
Dietrich Carl von Carlowitz (* 6. Juli 1839 in Zwickau; † 26. Mai 1890 in Dresden) war Rittergutsbesitzer und Mitglied des Deutschen Reichstags.

## Leben
Carlowitz' Vater war Georg Heinrich von Carlowitz (1807–1857), Amtshauptmann und Besitzer der Rittergüter Röhrsdorf und Plotzen. Dietrich Carl besuchte das Gymnasium zu Zittau. Von 1857 bis 1861 studierte er Rechtswissenschaft an der Universität Leipzig. 1858 wurde er Mitglied des Corps Misnia Leipzig. 1861 trat er in den Justizdienst beim Königlichen Gerichtsamt Dresden, wurde 1864 Referendar am Königlichen Gerichtsamt Großenhain und ging 1866 zur Königlichen Kreisdirektion Dresden. Er nahm 1866 als Leutnant im 3. Reiterregiment Deutschen Krieg in Österreich und 1870/71 als Offizier im Deutsch-Französischen Krieg in Frankreich teil. Als Premierlieutenant nahm er 1872 den Abschied aus dem Militär. Danach bewirtschaftete er sein Rittergut Proschwitz.
Carlowitz war Mitbegründer des Konservativen Landesvereins im Königreich Sachsen und wirkte von 1875 bis 1890 in dessen Vorstand. Von der Gründung 1882 bis zu seinem Tod war er zudem Vorsitzender des Konservativen Vereins im Amtsbezirk Meißen. In einer durch den Tod von Karl Ernst Klopfer notwendig gewordenen Nachwahl wurde er 1883 im 18. ländlichen Wahlkreis in die II. Kammer des Sächsischen Landtags gewählt. Er trat sein Mandat am 4. Januar 1884 an und gehörte dem Landtag bis zu seinem Tod an. Von 1884 bis 1887 war er zudem Mitglied des Deutschen Reichstags für den Wahlkreis Königreich Sachsen 7 (Meißen, Großenhain, Riesa) und die Deutschkonservative Partei.
Er war seit 1872 mit Johanne Karoline von Arnim (1850–1909), Tochter des Friedrich Henning von Arnim auf Crossen, verheiratet.